# Helmut A. Crous
Helmut Aurel Crous (* 15. November 1913 in Aachen; † 8. Juli 1993 ebenda) war ein deutscher Journalist und Sammler. Darüber hinaus war er als Präsident des Aachener Karnevalsvereins (AKV) bedeutender Förderer des Aachener Karnevals.

## Leben
Nach dem Besuch des Kaiser-Wilhelm-Gymnasiums, dem heutigen Aachener Einhardgymnasium, begann Crous seine berufliche Laufbahn als freier Mitarbeiter bei den Aachener Zeitungsverlagen Der Volksfreund und die Aachener Post sowie ab 1936 im Düsseldorfer Droste-Verlag. Während des Zweiten Weltkrieges war er als Kriegsberichtserstatter in Frankreich und Ungarn tätig. Nach dem Krieg übernahm Crous eine Stelle als Redakteur bei der Aachener Volkszeitung, wo er später bis zu seinem Ruhestand im Jahr 1978 auch zum Ressortleiter der Lokalredaktion ernannt wurde.
Neben seinem hauptberuflichen Engagement leitete Crous von 1951 bis 1965 als Vorsitzender den Bezirksverband Aachener Presse, anschließend bis 1975 den Deutschen Journalistenverband (DJV) sowie als Präsident die Internationale Journalisten-Föderation (IJF) und war Mitglied in der von der Bundesregierung berufenen Bundes-Pressekommission.
Darüber hinaus gehörte Helmut A. Crous zu einem der Gründer des Aachener Verkehrsvereins, dem er als Mitglied und Archivar zeitlebens verbunden war. Langjährig war er als Vorsitzender des Deutschen Roten Kreuzes Aachen ehrenamtlich tätig.
Crous große private Leidenschaft war die Pflege des Brauchtums des Aachener Karnevals und der Heimatgeschichte. Am 8. Dezember 1947 trat er in den Aachener Karnevalsverein ein, organisierte im Jahr 1950 den ersten Rosenmontagszug nach dem Krieg und setzte sich im gleichen Jahr maßgeblich für die Wahl des ersten Ritters des Ordens wider den tierischen Ernst, James Arthur Dugdale, ein. Später gehörte er im AKV dem Elferrat an, wurde unter Jacques Königstein zum Vizepräsidenten gewählt und leitete den Verein von 1972 bis 1984 als Präsident. Anschließend ernannte man ihn zum Ehrenpräsidenten und übertrug ihm 1986 die karnevalistische Ehrendoktorwürde eines Dr. humoris causa. Darüber hinaus war er langjähriger Archivar des AKVs.
Seine während dieser Zeit verfassten annähernd 20 Publikationen beziehen sich neben seinen Veröffentlichungen im Zeitungswesen, sowohl auf Bereiche seiner Heimatstadt Aachen als auch auf karnevalistische Themen.
Helmut A. Crous fand seine letzte Ruhestätte auf dem Westfriedhof II in Aachen.

## Sammlung Crous
Der Hang zur Heimatgeschichte führte bei Crous zu einer einzigartigen umfangreichen Sammlung historischer Werke ab dem 16. Jahrhundert bis zur Gegenwart. Mit der zweibändigen Ausgabe des Bandes Aachener Wappen und Genealogien von Hermann Friedrich Macco begann 1948 seine Sammlerleidenschaft. Durch Zukäufe und Schenkungen umfasste seine bis zu seinem Tode auf rund 4.500 Publikationen angewachsene Privatbibliothek Archiv- und Präsenzbibliothek mit Literatur zur Lokalgeschichte Aachens und der Region, Handschriften, biografischem Material, Bildbänden, Katalogen, Jahrbüchern, Dissertationen, Festschriften von Firmen, Schulen oder Vereinen, Zeitungen und Zeitungsausschnitte sowie etwa 390 Aquarelle, Kupferstiche und Grafiken. Das älteste Buch stammt aus dem Jahr 1521, der älteste Kupferstich aus dem Jahr 1572. Insgesamt werden innerhalb der Sammlung 393 Schriften als besonders wertvoll eingestuft.
Als Sammlung Crous vermachte Helmut A. Crous seine Privatbibliothek im Jahr 1993 dem AKV, die seit 1996 ihren Sitz im Alten Kurhaus hat und als Gemeinnützige GmbH geführt wird. Der Erhalt und die Pflege dieser Sammlung werden durch Benefizveranstaltungen und Spenden von Förderern und Sponsoren finanziert und sie ist öffentlich zugängig. Geplant und im Aufbau sind sowohl eine Ansichtskartensammlung als auch ein Film- und Tonarchiv.
Seit 2012 vergibt die Sammlung Crous jährlich den AKV-Sammlung Crous Geschichtspreis für Projekte zur Erforschung der Geschichte der Stadt Aachen oder der Euregio Maas-Rhein. Die eingereichten Beiträge werden vom Historischen Institut der RWTH Aachen wissenschaftlich bewertet.

## Ehrungen
- 1970: Verdienstkreuz 1. Klasse der Bundesrepublik Deutschland
- 1980: Großes Verdienstkreuz der Bundesrepublik Deutschland

## Schriften
- Karneval in Aachen, wie er wurde, wie er war, wie er ist – Aachener Karnevalsverein, gegr. 1859. 1859–1959. Närrische Kur seit 1133, von der Lohe, Aachen 1959.
- Hermann Weisweiler (Foto): Aachen ein photographisches Skizzenbuch. 3. Auflage. Greven, Köln 1974, ISBN 3-7743-0056-9.
- Aachen – mehrsprachiger Bildband mit einem Stadtrundgang und Fototips für Amateure. Deutsch, Französisch, Englisch, Niederländisch. Fromm, Osnabrück 1962.
- Hermann Weisweiler (Foto): Eifel, Ardennen. Ein Garten Europas. Un jardin d'Europe. Greven, Köln 1964, DNB 455441561.
- (zusammen mit Helmut Falter): Festschrift zum einhundertfünfzigjährigen Bestehen der J. A. Mayer'schen Buchhandlung 1817–1967. J. A. Mayer, Aachen 1967.
- Aachen, so wie es war. Droste, Düsseldorf 1971.
- Alte Aachener Stadtansichten. 16. bis 19. Jh.

Band 1: Mayer, Aachen 1971, ISBN 3-7700-0256-3.
Band 2: Mayer, Aachen 1979, ISBN 3-7700-0540-6.
- Wider den tierischen Ernst. Reden aus dem Aachener Vogelkäfig. Langen-Müller, München / Wien 1980, ISBN 3-7844-1807-4.
- Alaaf Oche en wenn et versönk. Die Fastnacht in Aachen im Lauf der Jh. 1859–1984. 125 Jahre Aachener Karnevals-Verein. AKV, Aachen 1984, ISBN 3-923773-02-1.
- Hundert Jahre Bäcker-Innung in der Printenstadt Aachen. Deutmann Aachen, 1986.